# Andrej Čemerkin
Andrej Ivanovič Čemerkin (in russo Андрей Иванович Чемеркин?; Solnečnodol'sk, 17 febbraio 1972) è un ex sollevatore russo campione olimpico, mondiale ed europeo che ha gareggiato nella categoria dei pesi supermassimi (oltre 105/108 kg.).

## Carriera
Čemerkin iniziò a sollevare pesi all'età di 14 anni. Dopo aver vinto i titoli europei e mondiali juniores nel 1991 e nel 1992, nel 1993 vinse tra i seniores la medaglia d'argento nella categoria dei pesi supermassimi (oltre 108 kg.) ai campionati europei di Sofia con 425 kg. nel totale, preceduto dal tedesco Manfred Nerlinger (427,5 kg.). Dopo qualche mese vinse la medaglia di bronzo ai campionati mondiali di Melbourne con 435 kg. nel totale, dietro ai tedeschi Ronny Weller (442,5 kg.) e Nerlinger (440 kg.).
Nel 1994 Čemerkin si migliorò in entrambe le competizioni, vincendo la medaglia d'oro ai campionati europei di Sokolov con 450 kg. nel totale e la medaglia d'argento ai campionati mondiali di Istanbul con 452,5 kg. nel totale, dietro al bielorusso Aleksandr Kurlovič (457,5 kg.).
L'anno seguente fu medaglia d'oro in entrambi i Campionati: agli Europei di Varsavia vinse con 442,5 kg. nel totale e ai Mondiali di Guangzhou vinse l'oro con lo stesso risultato.
Nel 1996 conquistò la medaglia d'oro anche alle Olimpiadi di Atlanta con 457,5 kg. nel totale, battendo Ronny Weller (455 kg.) e l'australiano di origine bulgara Stefan Botev (450 kg.).
Si confermò l'anno successivo ai campionati mondiali di Chiang Mai, vincendo la medaglia d'oro con il nuovo record mondiale di 462,5 kg. nel totale, dopo aver stabilito anche il record del mondo nella prova di slancio nella stessa gara.
Nel 1998 il limite di peso minimo della categoria dei pesi supermassimi fu ridotto a 105 kg. e lo stesso anno Čemerkin dovette accontentarsi della medaglia d'argento ai campionati europei di Riesa con 445 kg. nel totale, battuto da Ronny Weller (465 kg.).
Ai successivi campionati mondiali di Lahti 1998, però, Čemerkin si rifece subito, conquistando la medaglia d'oro con 437,5 kg. nel totale, davanti all'armeno Ara Vardanjan (427,5 kg.) e al léttone Viktors Ščerbatihs (422,5 kg.).
Čemerkin conquistò il suo ultimo titolo mondiale ai campionati mondiali di Atene 1999 con 457,5 kg. nel totale.
Nel 2000 prese parte alle Olimpiadi di Sydney, terminando al 4º posto finale con 462,5 kg. nel totale, tuttavia il 3º classificato di quella gara, l'armeno Ašot Danielyan (465 kg.), fu trovato positivo al doping e, pertanto, squalificato e privato della medaglia, con avanzamento di Andrej Čemerkin alla medaglia di bronzo.
L'anno successivo Čemerkin ottenne il suo ultimo podio internazionale, vincendo la medaglia di bronzo ai campionati mondiali di Antalya con 442,5 kg. nel totale, dietro al qatariota di origine bulgara Jaber Saeed Salem (460 kg.) e al connazionale Roman Meščerjakov (445 kg.).
Nel 2004 Čemerkin non riuscì a qualificarsi per le Olimpiadi di Atene e poco dopo si ritirò dall'attività agonistica.
Nel corso della sua carriera realizzò nove record mondiali, di cui uno nella prova di strappo, cinque nella prova di slancio e tre nel totale.